# This is my Land... Hebron
This is my Land... Hebron è un film del 2010 diretto da Giulia Amati e Stephen Natanson.

## Trama
La città di Hebron, a 30 km a sud di Gerusalemme, è una città contesa da musulmani, ebrei e cristiani perché è la patria di Abramo dove è anche sepolto, da cui il nome Ḥeḇrôn che, nella lingua ebraica di Tiberiade, significa "amico".
Al tempo stesso però è un luogo dove si consuma violenza, odio e un conflitto che appare perenne tra questi popoli che non riescono a trovare pace e a vivere in concordia.
Per gli uni l'obiettivo è conquistare un metro, per gli altri è resistere.

## Premi e riconoscimenti
- 2010 - Bellaria Film Festival - miglior documentario italiano
- 2010 - Festival dei popoli Firenze - miglior documentario italiano
- 2010 - Taormina Film Fest - menzione speciale
- 2011 - Visionaria Ulassai Film Fest - premio miglior documentario
- 2011 - Globo d'oro del SNGCI - miglior documentario
- 2011 - David di Donatello - miglior documentario
- 2011 - Premio Libero Bizzarri di San Benedetto del Tronto - premio della giuria popolare
- 2012 - Festival Internazionale dei Diritti Umani Napoli - premio Signis